# Más allá de los sueños
Más allá de los sueños (What dreams may come) es una película de drama de género fantástico estadounidense de 1998 dirigida por Vincent Ward y adaptada por Ronald Bass de la novela de 1978 del mismo nombre de Richard Matheson. Protagonizada por Robin Williams y Cuba Gooding Jr., ganó el Premio de la Academia a los Mejores Efectos Visuales y el Premio del Gremio de Directores de Arte a la Excelencia en Diseño de Producción. También fue nominada al Premio de la Academia a la Mejor Dirección de Arte. El título es de una línea del soliloquio "Ser o no ser" de Hamlet.

## Trama
Mientras estaba de vacaciones en Suiza, el pediatra Chris Nielsen (Robin Williams) conoce a la artista Annie Collins (Annabella Sciorra). Se casan y tienen dos hijos, Ian (Josh Paddock) y Marie (Jessica Brooks Grant). Su idílica vida termina cuando los niños mueren en un accidente automovilístico. Cuatro años después, Chris muere también en un accidente automovilístico. Sin darse cuenta de que está muerto y confundido de que nadie interactuará con él, Chris permanece en la Tierra.
Ve los intentos de Annie de sobrellevar su pérdida e intenta comunicarse con ella, a pesar del consejo de una presencia de que esto solo le causará más dolor. Cuando sus intentos le causan más dolor, decide seguir adelante. Chris despierta en un cielo que ha creado con su imaginación; su entorno es un paisaje montañoso que se asemeja a una pintura creada por su esposa, y es similar a un lugar donde los dos deseaban pasar su vejez. 
Chris está acompañado en Heaven por Albert Lewis (Cuba Gooding Jr.), su amigo y mentor de su residencia médica, y Leona (Rosalind Chao), una azafata a quien Chris una vez admiró en presencia de su hija; más tarde llega a reconocer a "Leona" como su hija Marie. Mientras tanto, Annie se siente culpable por la muerte de Chris y sus hijos, y se suicida. Chris, quien inicialmente se siente aliviado de que su sufrimiento haya terminado, se enoja cuando se entera de que los que mueren por suicidio van al Infierno; esto no es el resultado de un juicio hecho en su contra, sino más bien su propia tendencia a crear mundos de "pesadilla" después de la vida basados en su dolor.
Chris está convencido de que rescatará a Annie del infierno, a pesar de la insistencia de Albert de que nadie ha logrado hacerlo con alguien que murió por suicidio. Con la ayuda de un "rastreador" (Max von Sydow), Chris y Albert descienden al infierno. En el viaje allí, Chris se da cuenta de que "Albert" es verdaderamente Ian, y se separa de él antes de buscar a Annie. 
Chris y el rastreador llegan a una versión oscura y retorcida de la casa de Chris y Annie. El rastreador luego se revela a sí mismo como el verdadero Albert y advierte a Chris que si se queda con Annie por más de unos minutos, puede quedar atrapado permanentemente en el infierno, advirtiendo que todo lo que Chris puede esperar razonablemente es una oportunidad para una despedida final de Annie. Chris entra en su casa de aspecto ahora horrible para encontrar a Annie sufriendo de amnesia, incapaz de recordar su suicidio y visiblemente torturada por su entorno decrépito. Incapaz de despertar sus recuerdos, el rastreador ve a Chris abandonar su búsqueda para salvar a Annie del infierno. 
Pero en lugar de regresar al Cielo, Chris elige unirse a Annie para siempre en el infierno. Mientras le declara a Annie su intención de quedarse, sus palabras son paralelas a algo que le había dicho cuando la dejó en una institución después de la muerte de los niños, y ella recupera sus recuerdos mientras Chris está haciendo su pesadilla. Annie, que no desea nada más que salvar a Chris, asciende al cielo y se lleva a Chris con ella. Chris y Annie se reencuentran con sus hijos en el cielo y se restauran todas las apariencias. Chris propone la reencarnación, para que él y Annie puedan experimentar la vida juntos nuevamente. La película termina con Chris y Annie volviéndose a encontrar cuando eran niños en una situación que es paralela a su primer encuentro. 

## Elenco
- Robin Williams en el rol del Dr. Christopher James "Chris" Nielsen
- Cuba Gooding Jr. en el rol de Albert Lewis / Ian Nielsen
- Annabella Sciorra en el rol de Annie Collins-Nielsen
- Max von Sydow en el rol de The Tracker / Albert Lewis
- Jessica Brooks Grant en el rol de Marie Nielsen
- Josh Paddock en el rol de Ian Nielsen
- Rosalind Chao en el rol de Leona / Marie Nielsen
- Lucinda Jenney en el rol de Mrs. Jacobs
- Maggie McCarthy en el rol de Stacey Jacobs

Además, el director Werner Herzog tiene un cameo como uno de los Rostros de los Malditos.

## Producción
La fotografía principal de Más allá de los sueños comenzó a fines de junio de 1997. Se rodó principalmente con la película Fuji Velvia y es una de las pocas películas que se han rodado de esta manera. La película Fuji Velvia es conocida entre los fotógrafos de paisajes por su vívida reproducción de colores. Los desarrollos de efectos visuales fueron creados por Mass.lllusions en el mismo grupo que desarrolló los efectos visuales de tiempo de bala en The Matrix.
Los lugares de rodaje incluyen lugares en el condado de Marin, el condado de Alameda, el parque nacional Glacier y Angel Falls. Parte de la secuencia "Hell" fue filmada en el decrépito casco del portaaviones USS Oriskany (CV-34) de la clase Essex mientras estaba atracado en Mare Island en Vallejo, California. El barco se hundió más tarde para hacer un arrecife artificial el 17 de mayo de 2006.
Las copias originales de la película se perdieron en un incendio en el backlot de Universal Studios el 1 de junio de 2008. Se inició una búsqueda mundial de una copia, que se encontró en Europa.
El DVD de edición especial y el Blu-ray de 2011 muestran un final alternativo—el final de la novela—en el que la reencarnación no es una elección, sino parte del orden natural. Chris y Annie se volverán a encontrar en sus nuevas vidas, pero Annie debe expiar el hecho de suicidarse—su nueva encarnación morirá joven y Chris pasará el resto de su vida como viudo antes de que los dos se reúnan nuevamente en el cielo. La película luego va a Sri Lanka, donde una mujer está dando a luz a una niña, presuntamente Annie. En Filadelfia, nace un niño, presumiblemente Chris.

### Música
La partitura musical de What Dreams May Come fue compuesta y dirigida por Michael Kamen y producida por James Seymour Brett. Ennio Morricone había completado y grabado una partitura completa para la película pero, después de que se hicieron cambios editoriales, su partitura fue rechazada y Kamen fue contratado en su lugar. Poco tiempo, Kamen tomó la canción "Beside You" del álbum de 1971 de su banda New York Rock & Roll Ensemble Roll Over y la adaptó como tema musical principal de la película. Con poco más de tres semanas para escribir, grabar y mezclar la partitura, Kamen adoptó un enfoque más directo. "Me encontraba en una coyuntura extremadamente profunda en mi propia vida en ese momento, y la película produjo una respuesta personal y poderosa en mí", dijo Kamen. "Sé, a pesar de la respuesta mixta a la película en sí, que logré una de mis mejores y más enfocadas partituras".
La partitura fue interpretada por la London Metropolitan Orchestra y grabada tanto en Air Studios como en Abbey Road Studios. El álbum de la banda sonora fue lanzado el 13 de octubre de 1998 por Beyond Records.

## Diferencias con la novela
La novela tiene diferencias significativas con la película, en su trama y su visión del más allá.
En la novela, hay muchas más referencias a creencias teosóficas, de la Nueva Era y paranormales. El autor Richard Matheson afirma en una nota introductoria que solo los personajes son ficticios y que casi todo lo demás se basa en la investigación (el libro incluye una extensa bibliografía). Los elementos de la historia que no aparecen en la película incluyen proyección astral, telepatía, una sesión y el término "Summerland" (un nombre para un Cielo simplificado en Teosofía y para el Cielo en general en religiones como la Wicca).
Los detalles de la vida de Chris en la Tierra difieren mucho en la novela. Solo Chris y su esposa (llamada Ann) mueren. Sus hijos, que son adultos más que jóvenes, siguen vivos, como personajes secundarios. Albert y Leona son las personas que parecen ser, y el personaje interpretado por Max Von Sydow no aparece en el libro. Albert es el primo de Chris y no un simple amigo. Chris y Ann son tipos rurales en lugar de los urbanitas retratados en la película, y él no es pediatra ni ella pintora. Él es un guionista de Hollywood y ella tiene una variedad de trabajos.
En el libro, las imágenes de la otra vida se basan en paisajes naturales más que en pinturas. La descripción del Infierno en la novela es considerablemente más violenta que en la película. Chris tiene dificultades para moverse, respirar o ver, y sufre tortura física a manos de algunos habitantes. No se encuentra con barcos, tormentas eléctricas, fuego o el mar de rostros humanos sobre el que camina su homólogo de la película. En cambio, él y Albert escalan acantilados escarpados y se encuentran con lugares como un enjambre de insectos que atacan a las personas.
Ann está destinada al Infierno durante veinticuatro años, no la eternidad. Al final, que se asemeja a una versión alternativa de la película pero no a la versión estándar, ella escapa del Infierno reencarnándose, porque no está lista para el Cielo.

## Recepción
La película fue la segunda película más taquillera en la taquilla de los EE. UU. En su semana de estreno y pasó a recaudar $ 55 millones en los Estados Unidos y Canadá, mientras que recaudó otros $ 20 millones a nivel internacional para un total mundial de $ 75 millones. Tras su lanzamiento inicial, la recepción crítica de What Dreams May Come fue mixta. En Rotten Tomatoes, la película tiene un índice de aprobación del 53%, basado en 68 reseñas, con una puntuación promedio de 5.70 / 10. El consenso crítico del sitio dice: "Una trama insustancial eclipsa el hermoso y surrealista paisaje". En Metacritic, la película tiene un puntaje promedio ponderado de 44 sobre 100, basado en reseñas de 25 críticos, lo que indica "reseñas mixtas o promedio". Las audiencias encuestadas por CinemaScore le dieron a la película una calificación "B" en una escala de A + a F. 
Roger Ebert, del Chicago Sun-Times, otorgó a la película tres estrellas y media de cuatro, y señaló: 
Esta es una película que incluso en su forma imperfecta muestra cómo las películas pueden imaginar lo desconocido, pueden llevar nuestra imaginación a lugares maravillosos. Y contiene actuaciones desgarradoramente efectivas de Robin Williams y Annabella Sciorra ". 
James Berardinelli de ReelViews le dio a What Dreams May Come tres estrellas de cuatro, diciendo: 
Muchas películas han ofrecido representaciones del cielo y el infierno, pero pocas con tanta convicción y creatividad como What Dreams May Come. La trama, que se centra en los sacrificios que un hombre hará por el amor verdadero, no es ni complicada ni original, pero, reforzada por el increíble sentido visual del director, se convierte en una pieza dramática conmovedora. 
Owen Gleiberman de Entertainment Weekly le dio a la película una C +, escribiendo: "Hay una contradicción central en un cuento de hadas como este: la película puede predicar a la audiencia sobre asuntos del espíritu, pero su visión de efectos especiales enjoyados de la otra vida puede no ayuda, pero parece que tiene una mentalidad agresivamente literal ". Leonard Maltin, en su publicación anual TV Movies, le dio a la película una calificación de "BOMBA", y la describió como "una tontería desagradable". 
En una entrevista sobre las adaptaciones de su trabajo, Richard Matheson declaró que "No comentaré sobre What Dreams May Come excepto para decir que un importante productor de Hollywood me dijo: 'Deberían haber filmado tu libro'. Amén. Debo agregar que el productor, Stephen Simon, trató de filmar mi guión durante muchos años, así que no puedo culparlo por finalmente tener que seguir el camino que hizo para hacer la película ". 